# Volodímir Kaplitxni
Volodímir Kaplitxni   (Kàmianets-Podilski, 26 de febrer de 1944 - Kíiv, 19 d'abril de 2004) fou un futbolista ucraïnès de la dècada de 1960.
Fou 62 cops internacional amb la selecció soviètica amb la qual participà en la Copa del Món de Futbol de 1970 i als Jocs Olímpics de 1972.
Pel que fa a clubs, defensà els colors de FC Dynamo Khmelnitsky (1962–1963), SKA Lviv (1964–1965) i PFC CSKA Moscow (1966–75).